# NGC 2750
NGC 2750 (również PGC 25525 lub UGC 4769) – galaktyka spiralna (Sc), znajdująca się w gwiazdozbiorze Raka. Odkrył ją William Herschel 11 marca 1785 roku.